# 市场南 (旧金山)
市场南（South of Market）是旧金山的一个街区，西北为市场街、东北为旧金山湾、西南为101号美国国道。
该街区拥有巨大的仓库和多样化的服务，如汽车修理店、夜总会、住宅酒店、艺术空间、阁楼公寓、家具展示厅、公寓和技术公司。该区也毗邻南滩、米慎湾、金融區、凡内斯大道和南方公园等。